# Drugs.com
موقع الأدوية (Drugs.com) هو موسوعة دوائية على شبكة الإنترنت توفر المعلومات للمختصين في العلوم الطبية والصحية ولمستخدمي الأدوية بصورة رئيسية في الولايات المتحدة.
سجلت الموقع لأول مرة عام 1994 السيدة بوني نيوبك وفي عام 1999 وفي قمة فقاعة الإنترنت، اشترى إريك ماكلفر (Eric MacIver) الموقع من بوني نيوبك. وفي أغسطس 1999، باع ماكلفر الموقع بسعر 823666 دولار أمريكي إلى فينتشر فروغس (Venture Frogs) والتي كانت حاضنة موقع يمتلكها توني شيه وآلفرد لين المشهوران في مساهمتهما في موقعي LinkExchange وزابوس. فينتشر فروغس باع موقع الأدوية في عام 2001 إلى مستثمر خاص لتفرغا لموقع Zappos.com.
حالياً يمتلك موقع الأدوية درغسايت ترست (Drugsite Trust) والتي يديرها اثنان من الصيادلة من نيوزيلندا. بينما يستضيف موقع الأدوية مركز بيانات في فيرجينيا في الولايات المتحدة.[بحاجة لمصدر]
أطلق الموقع رسمياً في سبتمبر 2001، ويحتوي الموقع مصادر معلومات تشمل سيرنر مولتوم (Cerner Multum) وميكروميدكس التابعة لتومسون رويترز وولترز كلور وإدارة الغذاء والدواء الأمريكية ومرجع مكتب الأطباء (PDR) وA.D.A.M., Inc. وقاموس ستيدمان الطبي والجمعية الأمريكية لصيادلة النظام الصحي ومدرسة طب هارفرد ومد آد نيوز (أو فارمالايف) وهيلثدي وخلاصات الأمريكان الشماليين.
في مارس 2010، أعلن موقع الأدوية عن إصدار مدنوتس (Mednotes) والدي كان مرتبطاً بجوجل صحة الذي أغلقته جوجل لاحقاً في 1 يناير 2012).
في مايو 2010 أعلنت إدارة الغذاء والدواء الأمريكية عن تعاونها مع الموقع.
وفي ديسمبر 2012، أعلنت كومسكور (comScore) أن موقع الأدوية قد حصل على المرتبة التاسعة في تسلسل المواقع الطبية، بينما صنفه موقع كوانكاست (Quantcast) في التسلسل 217 حسب المواقع الأمريكية.

## وصلات خارجية
- الموقع الرسمي - موقع الأدوية